# Slovaško rudogorje
Slovaško rudogorje (slovaško Slovenské rudohorie [ˈslɔʋenskeː ˈrudɔɦɔrɪe], madžarsko Gömör–Szepesi-érchegység, nemško Slowakisches Erzgebirge or Zips-Gemer-Erzgebirge) je obsežno gorovje znotraj Karpatov, ki leži večinoma v slovaških regijah Spiš in Gemer, z majhnim delom v severni Madžarski. Je največje gorovje na Slovaškem. Geomorfološko pripada Slovaško rudogorje Notranjim zahodnim Karpatom.
Slovaško rudogorje omejujejo gora Zvolen na zahodu, Košice na vzhodu, reki Hron in Hornád na severu ter Juhoslovenska kotlina in Košiška kotlina (Košická kotlina) na jugu. Regija vključuje jamo Domico (jaskyňa Domica), eno največjih jam v Evropi, kanjon Zádiel in grad Krásna Hôrka.

## Podrazdelitev
Geomorfološko je Slovaško rudogorje združeno v Notranje zahodne Karpate. Gore nimajo osrednjega grebena – sestavljene so iz več samostojnih odsekov, geomorfoloških regij:
- Veporske gore (Veporské vrchy)
- Spiško-gemerski kras (Spišsko-gemerský kras)
- Stolica (Stolické vrchy)
- Revúcka gorja (Revúcka vrchovina)
- Volovško pogorje (Volovské vrchy)
- Črna gora (Čierna hora)
- Rožnavska kotlina (Rožňavská kotlina)
- Slovaški kras (Slovenský kras) in Aggtelek Kras (madžarsko Aggteleki-karszt; leži na severu Madžarske)

## Značilnosti
Osnovni podatki:
- najvišji vrh: Stolica, 1476 m nadmorske višine
- dolžina: pribl. 140 km
- širina: pribl. 40 km
- površina: pribl. 4000 km²

Ker gre za zelo obsežno geomorfološko enoto, nobena splošna karakterizacija ni primerna. Geomorfološka zgradba je raznolika in ima kristalinske, mezozojske in vulkanske kamnine.
Že od nekdaj, predvsem v zgodnjem novem veku, so v gorah, kot že ime pove, močno rudarili, a ne več.

## Zavarovana območja
Slovaško rudogorje vključuje Narodni park Muránska planina, Narodni park Slovaški Kras in Narodni park Slovenský raj.